# Tommy Wiseau
Tommy Wiseau (prononcé /ˈwaɪ.zoʊ/), né Tomasz Wieczorkiewicz, est un réalisateur, acteur et scénariste américain d'origine polonaise né le 3 octobre 1955 à Poznań. Il est principalement connu pour son film The Room sorti en 2003 au cinéma, considéré par de nombreux critiques comme l'« un des pires films jamais réalisés » et qui a obtenu pour cette raison un statut de film culte. Il a également dirigé le tournage du documentaire Homeless in America sorti en 2004, et la sitcom The Neighbors (en) sortie en 2015,.
De nombreux détails sur la vie personnelle de Wiseau (y compris son âge, sa source de richesse et ses antécédents) restent non vérifiés et ont donc fait l'objet d'intenses spéculations de fans et de divers rapports contradictoires. Le livre de non-fiction de 2013 The Disaster Artist: My Life Inside The Room, the Greatest Bad Movie Ever Made de Greg Sestero, ainsi que son adaptation cinématographique de 2017, The Disaster Artist, relatent la réalisation de The Room et la vie de Wiseau dans les coulisses.

## Biographie
Tomasz Wieczorkiewicz est né à Poznań en Pologne, il aurait ensuite vécu en Allemagne, puis en France, avant d'arriver à San Francisco.
Wiseau est très discret à propos de son passé. Dans diverses interviews, il déclare avoir vécu en France « il y a longtemps », prétend avoir grandi à la Nouvelle-Orléans en Louisiane, et avoir « une famille entière » à Chalmette, en Louisiane. Dans des entretiens suivant la parution de The Room en 2003, Wiseau donna un âge indiquant qu'il était né en 1968 ou 1969. Dans l'ouvrage The Disaster Artist paru en 2017, l'acteur Greg Sestero, qui a rencontré Wiseau lors de cours de théâtre, annonce que la concubine de son frère David a obtenu des copies des papiers d'immigration aux États-Unis de Wiseau. Il révèle que Wiseau est né « bien plus tôt » que ce que l'acteur prétend, dans un pays du bloc de l'Est dans les années 1950.
Dans The Disaster Artist, Sestero affirme que Wiseau lui a confessé ─ bien qu'à travers des « histoires fantastiques, tristes, et contradictoires » ─ qu'il aurait grandi quelque part dans le bloc de l'Est, et qu'il serait arrivé à Strasbourg alors qu'il était jeune homme, où il aurait adopté le prénom Pierre et travaillé comme plongeur dans un restaurant. Toujours selon Sestero, Wiseau aurait été arrêté injustement à la suite d'un raid antidrogue dans une auberge de jeunesse, et aurait été traumatisé par le traitement de la police française ─ une expérience qui l'aurait incité à émigrer vers l'Amérique, pour vivre avec son oncle et sa tante à Chalmette, en Louisiane. Wiseau aurait par la suite déménagé à San Francisco, en Californie, où il aurait travaillé comme vendeur de rue vendant des jouets aux touristes près de Fisherman's Wharf.
Sestero prétend que Wiseau était surnommé « L'homme aux oiseaux » pour ses oiseaux-jouets uniques, qui étaient alors populaires en Europe seulement ; ceci l'aurait conduit à changer légalement son nom en Thomas Pierre Wiseau, « prenant le mot français "oiseau", et échangeant le O avec le W de son nom de naissance ». Il aurait plus tard changé son prénom en Thomas, puis Tommy, une fois aux États-Unis. Wiseau aurait travaillé dans divers domaines dans la région de la baie de San Francisco, notamment en tant que garçon de table et travailleur hospitalier, et aurait géré une entreprise appelée Street Fashions USA, vendant à bas prix des jeans avec des défauts de fabrication. Wiseau aurait ensuite acheté des locaux commerciaux et les aurait loués autour de San Francisco et Los Angeles, ce qui lui aurait permis de devenir financièrement indépendant. Toutefois, dans son livre, Sestero admet que l'idée que Wiseau soit devenu riche si rapidement et de cette manière est si peu probable qu'il n'y croit pas lui-même. Sestero n'explicite jamais ses propres convictions, mais il indique à plusieurs occasions qu'un grand nombre de personnes impliquées dans la création de The Room pensaient sérieusement que le film faisait partie de quelque complot de blanchiment d'argent pour le crime organisé.
Sestero raconte qu'assez tard dans sa vie, Wiseau aurait été impliqué dans un accident de la route presque fatal en Californie, après qu'un autre conducteur eut grillé un feu rouge et fut entré en collision avec le véhicule de Wiseau ; Wiseau aurait alors été hospitalisé pendant plusieurs semaines. Sestero suggère que cet incident fut le moment décisif dans la vie de Wiseau, qui l'incita à poursuivre ses rêves de devenir acteur et réalisateur, ambitions qu'il avait longtemps mises de côté en privilégiant sa stabilité financière. 
Wiseau revendique les influences de James Dean, Marlon Brando, Tennessee Williams, Orson Welles, Elizabeth Taylor et Alfred Hitchcock.

## Filmographie

### Films
| Année | Titre                              | Réalisateur | Producteur | Scénariste | Acteur | Rôle              | Notes             |
| ----- | ---------------------------------- | ----------- | ---------- | ---------- | ------ | ----------------- | ----------------- |
| 2003  | The Room                           | Oui         | Oui        | Oui        | Oui    | Johnny            |                   |
| 2010  | The House That Drips Blood on Alex |             |            |            | Oui    | Alex              | Court métrage     |
| 2011  | Bump                               |             |            |            | Oui    | Rick              | Court métrage     |
| 2015  | Samurai Cop 2: Deadly Vengeance    |             | Oui        |            | Oui    | Linton Kitano     |                   |
| 2016  | Cold Moon                          |             |            |            | Oui    | Officiel du rodéo | Caméo             |
| 2017  | The Disaster Artist                |             |            |            | Oui    | Henry             | Caméo non crédité |
| 2018  | Best F(r)iends                     |             |            |            | Oui    | Harvey Lewis      |                   |
| 2018  | Scary Love                         |             |            |            | Oui    | TBA               | Clip musical      |
| 2023  | Big Shark                          | Oui         | Oui        | Oui        | Oui    | Patrick           |                   |
| TBA   | Film d'OVNI sans titre             |             |            |            | Oui    |                   | Pré-production    |

### Documentaires
| Année | Titre               | Réalisteur | Producteur | Scénariste | Acteur | Rôle     | Notes                                                                  |
| ----- | ------------------- | ---------- | ---------- | ---------- | ------ | -------- | ---------------------------------------------------------------------- |
| 2004  | Homeless in America | Oui        | Oui        | Oui        | Oui    | Lui-même | Intervieweur                                                           |
| 2016  | Enter the Samurai   |            |            |            | Oui    | Lui-même | Documentaire concernant le tournage de Samurai Cop 2: Deadly Vengeance |